# Amiota sacculipes
Amiota sacculipes este o specie de muște din genul Amiota, familia Drosophilidae, descrisă de Maca și Lin în anul 1993.
Este endemică în Taiwan. Conform Catalogue of Life specia Amiota sacculipes nu are subspecii cunoscute.